# Peculium
Het peculium is de Latijnse uitdrukking voor werkkapitaal of handgeld.
In klassieke tijden had een zoon, die onder de vaderlijke macht stond, geen eigen vermogen en kon dus geen erfgenamen hebben. Toch kon de vader hem een zeker kapitaal, peculium, geven en dat hij door eigen verdiensten had opgebouwd, hoewel het strikt genomen niet zijn eigen vermogen was.
Ook een slaaf kon handel drijven met het geld dat hij door hard werken van zijn meester gekregen had. Een deel van hun winst werd meestal aan de meester overgedragen. Slaven die dit enkele jaren konden doen, waren in staat om zichzelf vrij te kopen.